# Zwartsnavellijster
De zwartsnavellijster (Turdus ignobilis) is een zangvogel uit de familie lijsters (Turdidae). De vogel werd in 1858 geldig beschreven door Philip Lutley Sclater.

## Kenmerken
De vogel is 21 tot 24 cm lang, iets kleiner dan de in Europa voorkomende merel (T. merula). Verder lijkt de vogel op een vrouwtje merel. Het is een onopvallende vogel, van boven donker grijsbruin, van onder lichter bruin, naar de buik toe lichter. Zoals de naam al aangeeft is de snavel zwart.

## Verspreiding en leefgebied
Deze soort telt drie ondersoorten:
- T. i. goodfellowi: de westelijke Andes van Colombia.
- T. i. ignobilis: de oostelijke en centrale Andes van Colombia.
- T. i. debilis: oostelijk Colombia, westelijk Venezuela en het westelijk Amazonebekken.

De leefgebieden liggen in een groot aantal landschapstypen variërende van tropisch regenwoud tot savanne en tuinen in stedelijk gebied. Het is geen bedreigde vogelsoort.